# Elaeocarpus hebecarpus
Elaeocarpus hebecarpus är en tvåhjärtbladig växtart som beskrevs av Kanehira & Hatusima. Elaeocarpus hebecarpus ingår i släktet Elaeocarpus och familjen Elaeocarpaceae. Inga underarter finns listade i Catalogue of Life.